# 後港單選區
後港單選區是位于新加坡的東北區的單選區。此選區現任議員為代表工人黨的陳立峰。

## 歷史
此選區於1988年新加坡大選前自榜鵝選區劃出，來自人民行動黨的陳原生亦於該年大選贏得此議席。然而在該届國會後，即1991年新加坡大選起，此選區便一直由工人黨所代表。
自1991年至2011年，此選區的國會議員為有「潮州怒漢」暱稱的工人黨劉程強。此二十年間，唯獨此議席與反對派強人詹時中當選的波東巴西單選區由新加坡反對黨不間斷掌控，唯行動黨時隔27年後於2011年大選再次取得波東巴西單選區。2011年大選，劉程強轉戰阿裕尼集選區，饒欣龍代表工人黨上陣並以64.8的得票率擊敗行動黨籍的朱倍慶。
2012年2月15日，饒欣龍因桃色風波而被開除黨藉。其後，時任議長依憲法懸空議席，進而觸發補選。工黨委派方榮發上陣補選，並成功以62.08%的得票率守住議席。
方榮發於2020年大選不再上陣，並交棒予陳立峰，而陳立峰以61.19%得票率為工人黨守住議席。

## 選區資料
此選區位於新加坡東北區。此選區幾乎被阿裕尼集選區包圍，僅西北部與宏茂橋集選區交界。
此議席乃新加坡非執政黨，以及工人黨所屬最久之議席，也因此被政治分析員視作工人黨堡壘區。

### 市鎮會
後港單選區由阿裕尼-後港市鎮會管理。此市鎮會亦同時管理阿裕尼集選區。

## 歷届議員
| 議員   | 政黨 | 政黨       | 時間        | 備註                   |
| ------ | ---- | ---------- | ----------- | ---------------------- |
| 陳原生 |      | 人民行動黨 | 1988 – 1991 |                        |
| 劉程強 |      | 工人黨     | 1991 – 2011 | 轉戰阿裕尼集選區       |
| 饒欣龍 |      | 工人黨     | 2011 – 2012 | 被黨開除而失去議員資格 |
| 方榮發 |      | 工人黨     | 2012 – 2020 | 卸任                   |
| 陳立峰 |      | 工人黨     | 2020 – 現今 |                        |